# Detlef Franke
Detlef Franke (Luneburgo, 24 novembre 1952 – 2 settembre 2007) è stato un egittologo tedesco che ha pubblicato, nel 1984, una cronologia dei sovrani egizi del periodo chiamato Medio Regno.
Principali pubblicazioni di Detlef Franke:
- Altägyptische Verwandtschaftsbezeichnungen im Mittleren Reich, 1983, (ISBN 3-921598-13-3)
- OuiPersonendaten aus dem Mittleren Reich, Éd. Otto Harrassowitz, Wiesbaden, 1984, (ISBN 3447024844)
- The Career of Khnumhotep III of Beni Hasan and the So-called ‘Decline of the Nomarchs’ , 1991
- Das Heiligtum des Heqaib auf Elephantine. Geschichte eines Provinzheiligtums im Mittleren Reich, Deutsches Archäologisches Institut Abt. Kairo; Ägyptologisches Institut Universität Heidelberg (Herausgeber), 1994, (ISBN 3-927552-17-8)